# Бурминское
Бурминское — деревня в Чухломском муниципальном районе Костромской области. Входит в состав Чухломского сельского поселения

## География
Находится в северной части Костромской области на расстоянии приблизительно 6 км на юг-юго-восток по прямой от города Чухлома, административного центра района.

## История
В 1872 году здесь было учтено 8 дворов, в 1907 году — также 8.

## Население
Постоянное население составляло 28 человек (1872 год), 35 (1897—1907), 2 в 2002 году (русские 100 %), 1 в 2022.